# Sue Merz
Sue Merz, född den 10 april 1972 i Greenwich, Connecticut i USA, är en amerikansk ishockeyspelare.
Hon tog OS-silver i damernas ishockeyturnering i samband med de olympiska ishockeytävlingarna 2002 i Salt Lake City.